# DSA-567
La DSA-567 es una carretera perteneciente a la Red Secundaria de la Diputación Provincial de Salamanca que une la CL-517 con la localidad de Guadramiro.

## Recorrido
La carretera DSA-567 tiene su origen en Guadramiro en la intersección con las carreteras CL-517 y DSA-453, y termina en el casco urbano de Guadramiro en la intersección con las carreteras DSA-570 y CM-VI-3 formando parte de la Red de carreteras de Salamanca.
| Guadramiro (Intersección con / ) - Guadramiro (Intersección con ) | Guadramiro (Intersección con / ) - Guadramiro (Intersección con ) | Guadramiro (Intersección con / ) - Guadramiro (Intersección con ) | Guadramiro (Intersección con / ) - Guadramiro (Intersección con ) | Guadramiro (Intersección con / ) - Guadramiro (Intersección con ) | Guadramiro (Intersección con / ) - Guadramiro (Intersección con ) | Guadramiro (Intersección con / ) - Guadramiro (Intersección con ) | Guadramiro (Intersección con / ) - Guadramiro (Intersección con ) | Guadramiro (Intersección con / ) - Guadramiro (Intersección con ) | Guadramiro (Intersección con / ) - Guadramiro (Intersección con ) | Guadramiro (Intersección con / ) - Guadramiro (Intersección con ) |
| Esquema                                                           | PK                                                                | Sentido Guadramiro                                                | Sentido Guadramiro                                                | Sentido Guadramiro                                                | Sentido Guadramiro                                                | Sentido CL-517 / DSA-453                                          | Sentido CL-517 / DSA-453                                          | Sentido CL-517 / DSA-453                                          | Sentido CL-517 / DSA-453                                          | Incidencias                                                       |
| Esquema                                                           | PK                                                                | Velocidad                                                         | Elemento                                                          | Salida                                                            | Salida                                                            | Salida                                                            | Salida                                                            | Elemento                                                          | Velocidad                                                         | Incidencias                                                       |
| Esquema                                                           | PK                                                                | Velocidad                                                         | Elemento                                                          | Dir.                                                              | Nombre                                                            | Nombre                                                            | Dir.                                                              | Elemento                                                          | Velocidad                                                         | Incidencias                                                       |
| ----------------------------------------------------------------- | ----------------------------------------------------------------- | ----------------------------------------------------------------- | ----------------------------------------------------------------- | ----------------------------------------------------------------- | ----------------------------------------------------------------- | ----------------------------------------------------------------- | ----------------------------------------------------------------- | ----------------------------------------------------------------- | ----------------------------------------------------------------- | ----------------------------------------------------------------- |
|                                                                   | 0,0                                                               |                                                                   |                                                                   | Cerralbo Lumbrales                                                | Cerralbo Lumbrales                                                | Cerralbo Lumbrales                                                |                                                                   |                                                                   |                                                                   |                                                                   |
| Yecla de Yeltes                                                   | 0,0                                                               |                                                                   |                                                                   |                                                                   |                                                                   |                                                                   |                                                                   |                                                                   |                                                                   |                                                                   |
| Vitigudino Salamanca                                              | 0,0                                                               |                                                                   |                                                                   |                                                                   |                                                                   |                                                                   |                                                                   |                                                                   |                                                                   |                                                                   |
|                                                                   | 0,5                                                               |                                                                   |                                                                   | GUADRAMIRO                                                        | GUADRAMIRO                                                        | GUADRAMIRO                                                        | GUADRAMIRO                                                        |                                                                   |                                                                   |                                                                   |
|                                                                   | 0,900                                                             |                                                                   |                                                                   |                                                                   | Vitigudino                                                        | Vitigudino                                                        | Vitigudino                                                        |                                                                   |                                                                   |                                                                   |
|                                                                   | 0,900                                                             | Barceíno                                                          |                                                                   |                                                                   |                                                                   |                                                                   |                                                                   |                                                                   |                                                                   |                                                                   |
|                                                                   | 0,900                                                             | Encinasola de los Comendadores Saucelle                           |                                                                   |                                                                   |                                                                   |                                                                   |                                                                   |                                                                   |                                                                   |                                                                   |